# Stibadocera nigronitida
Stibadocera nigronitida is een tweevleugelige uit de familie buismuggen (Cylindrotomidae). De soort komt voor in het Oriëntaals gebied.